# 쇼튼 (코덱)
쇼튼(Shorten, SHN)은 오디오 데이터 압축에 사용되는 파일 포맷이다.

## 같이 보기
- FLAC
- MPEG-4 ALS
- Meridian 무손실 패킹
- Monkey's Audio (APE)
- TTA
- WavPack